# Université de Stellenbosch
L'université de Stellenbosch (en anglais, Stellenbosch University ; en afrikaans, Universiteit Stellenbosch) se trouve dans la ville de Stellenbosch, province du Cap-Occidental.
Le surnom de l'université est « Maties » (qui signifie « copain » en afrikaans) en référence à la couleur du maillot de rugby de l'équipe de l'université.
Université afrikaner, elle a accueilli presque tous les hommes politiques blancs importants du XXe siècle.

## Historique
Fondée en 1679, Stellenbosch est la deuxième plus ancienne ville d'Afrique du Sud. Dès 1685, au moment de l'édification de l'église réformée hollandaise une école était fondée dans la ville. En 1840, au moment de l'unification du système scolaire public au sein de la colonie du Cap, Stellenbosch fut choisi pour devenir une ville référence en matière d'éducation. En 1866, l'école publique locale devint un établissement d'enseignement de première catégorie appelé Stellenbosch Gymnasium, dispensant un enseignement général de premier et second cycle. En 1874, la faculté des arts et des sciences était fondée, diversifiant l'enseignement prodigué au Stellenbosch Gymnasium.
En 1881, la faculté des arts recevait le statut de collège et devenait le Stellenbosch College englobant le Stellenbosch Gymnasium. En 1886, un nouveau bâtiment était édifié, abritant le Stellenbosch College. En 1887, année du jubilé d'or de la Reine Victoria, le collège prit le nom de Victoria College of Stellenbosch. L'année suivante, la faculté de l'agriculture ouvrait ses portes.
De 1897 à 1900, plusieurs importants bâtiments furent édifiés comme le laboratoire de science physique ou la bibliothèque Christian Marais alors que les disciplines d'enseignements se diversifiaient avec les chaires de philosophie, de latin, d'histoire, de mathématiques appliquées etc
Après la fondation de l'Union sud-africaine en 1910, le gouvernement n'accorda que trois chartes universitaires à trois institutions publiques : ce furent l'université du Cap, l'université de Pretoria et celle de Stellenbosch. Le 2 avril 1918, le Victoria College devint ainsi une université indépendante. Elle comptait alors 503 étudiants et 40 professeurs. Le nombre d'étudiants allait atteindre 22 000 à la fin de la décennie suivante.
Au XXe siècle, elle fut un bastion du Parti national et l'Université de Stellenbosch, un foyer des théoriciens nationalistes comme Hendrik Verwoerd. De nombreux hommes politiques afrikaners y ont été formés. Aujourd'hui, Stellenbosch University est le seul établissement d’Afrique du Sud à conserver une part dominante de son enseignement en langue afrikaans, une particularité qui pour certains représente « l’ombre de l’apartheid qui plane encore sur l’Afrique du Sud ».

## Enseignement

### Politique linguistique
L'université de Stellenbosch est historiquement un bastion afrikaner et garde de nos jours la majeure partie de son enseignement en langue afrikaans.
Elle est aujourd'hui une des dernières universités sud-africaines à garder un enseignement global en afrikaans alors que les autres universités, autrefois afrikaners, se sont vu imposer par le pouvoir politique un enseignement exclusivement en anglais.
Cependant, les exceptions à l'enseignement en afrikaans sont autorisées. Ainsi, les étudiants peuvent passer leurs examens dans la langue de leur choix, l'anglais ou l'afrikaans. La faculté des arts a été autorisée à procurer un enseignement bilingue (à hauteur de 40 %) et en troisième cycle, la langue d'enseignement est déterminée par classe en fonction de l'origine linguistique des élèves. Selon l'université, 60 % des étudiants ont l'afrikaans pour langue maternelle, 32 % ont l'anglais et 1,6 % ont le xhosa.
La politique linguistique reste un sujet de débat important au sein de l'université entre ceux ouverts à un bilinguisme plus étendu et ceux partisans d'un enseignement exclusivement en afrikaans.

### Disciplines universitaires

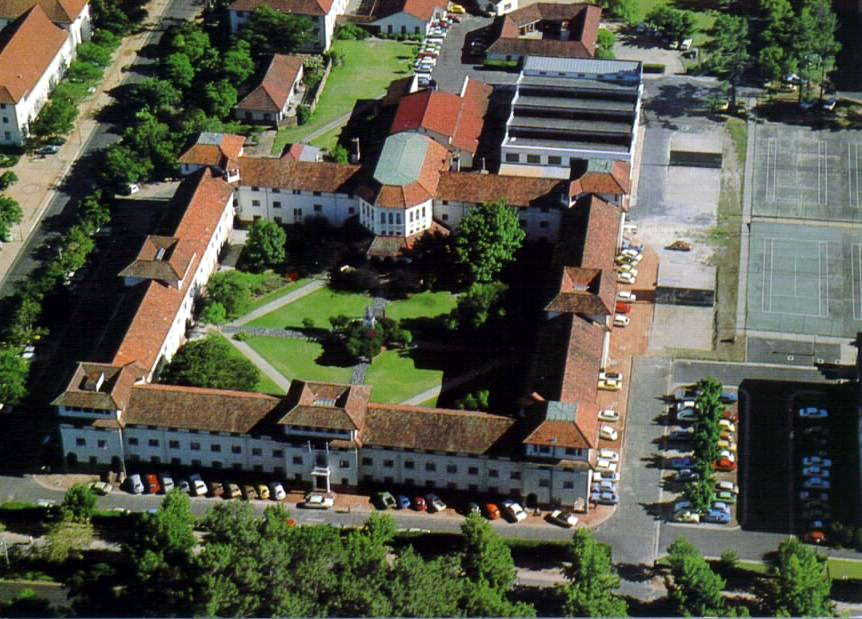
Résidence universitaire de Dagbreek.

Le campus de l'université se répartit entre le campus principal, la faculté de médecine de Tygerberg, l'école de commerce de Bellville Park et la faculté militaire de Saldanha.
Les disciplines suivantes sont enseignées sur le campus principal de Stellenbosch :
- art et sciences sociales
- droit
- théologie
- éducation
- économie
- agronomie
- ingénierie

L'université dispose d'un immense et remarquable centre de documentation, d'un conservatoire avec deux salles de concerts, de deux stades, deux piscines olympiques et de nombreux terrains de sports.
Elle est en outre dotée depuis 1936 d'une chorale de renommée internationale, le Stellenbosch University Choir.
L'université dispose de plus de 6 000 logements pour étudiants sur son campus même.

## Chiffres
Elle comprend 10 facultés divisées en 150 départements et 40 centres de recherche pour un total d'environ 26 000 étudiants.

## Personnalités liées à l'université

### Professeurs
- Ellen Tise, professeure de bibliothéconomie ;
- Bubacarr Bah, théorie de l'information.

### Étudiants
- Priscilla Baker, chimiste
- Ntsiki Biyela, vigneronne
- Edwin Cameron, juge
- James B. Hertzog, Premier ministre
- Elsa Joubert, écrivaine
- Uys Krige, écrivain célèbre, poète, joueur de rugby, correspondant de guerre
- Daniel François Malan, homme politique
- Monique Nsanzabaganwa, ministre rwandaise puis vice-présidente de la commission de l'Union africaine
- Johann Rupert, entrepreneur milliardaire
- Jan Smuts, Premier ministre et soldat
- Henda Swart, mathématicienne
- Erika Theron, sociologue
- Jeanette Traverso, avocate puis magistrate membre de la Haute Cour d'Afrique du Sud
- Andries Treurnicht, homme politique
- Hendrik Verwoerd, Premier ministre
- Frederik van Zyl Slabbert, homme politique et homme d'affaires

De nombreux Springboks, surnom des joueurs de rugby à quinze portant le maillot de l'Afrique du Sud sont issus de cette université. Parmi ceux-ci, certains ont même été capitaine de cette équipe, comme Danie Craven, international springboks, sélectionneur et président de la Fédération, où Morné du Plessis, Bob Skinstad,Jean de Villiers... L'université compte également des internationaux de rugby à XV d'autres nations parmi ses anciens élèves : Jannie Krige et Ossie Newton-Thompson pour Angleterre, Tiaan Strauss pour Australie, Christian Stewart pour le Canada, JS McDonald pour l'Écosse, Pieter de Villiers pour la France, Dion O'Cuinneagain pour l'Irlande ou Chris Ruppert pour la Namibie.